# Alfred Meister
Alfred Meister (* 22. Mai 1888 in Stettin; † 1914) war ein deutscher Maler.

## Leben

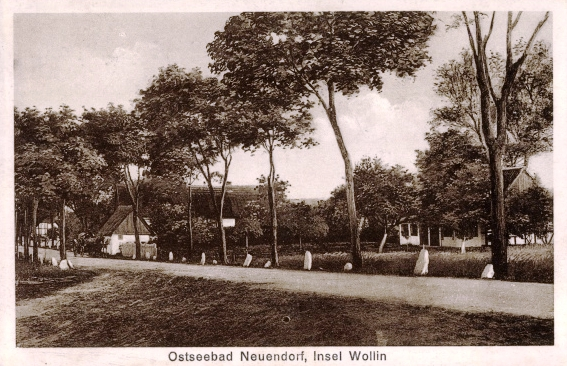
Neuendorf um 1910 (Ansichtskarte)

Alfred Emil Gustav Meister erhielt neben dem Schulunterricht bei der Stettiner Landschaftsmalerin Marie Kowalewski Privatunterricht. Von 1905 bis 1908 studierte er an der Kunstschule Weimar bei Hans Olde, Max Thedy und Ludwig von Hofmann. Von 1909 bis 1911 studierte er an der Pariser Académie Ranson bei Maurice Denis und Paul Sérusier. 
Bereits 1908 hatte er sich in Neuendorf auf der Insel Wollin ein Atelier eingerichtet. 1912 nahm Meister wieder Kontakt zu seinem ehemaligen Weimarer Kommilitonen Hans Arp auf, der Gründungsmitglied der dem „Blauen Reiter“ nahestehenden Schweizer Künstlergruppe „Der moderne Bund“ war. Meister reiste nochmals nach Paris und trieb dort intensive Studien. Vom Impressionismus näherte er sich dem Expressionismus und schließlich dem Kubismus an.
Alfred Meister kam im Ersten Weltkrieg an der Front als Sechsundzwanzigjähriger ums Leben.
Im Jahr 2008 veranstaltete das Muzeum Narodowe Szczecin eine Sonderausstellung zu Alfred Meister.

## Werke (Auswahl)
- Landschaft im Abendlicht. 1908
- Goethes Gartenhaus in Weimar. 1908
- Landmann mit Ochse beim Pflügen. Um 1910/1911
- Sitzender Mann und stehender Knabe am Strand von Neuendorf (Wollin). Um 1911
- Stuhl mit Äpfeln und Tischdecke über der Lehne. Um 1911
- Adam und Eva. um 1912/1913
- Neuendorf auf Wollin. 1914
- Tisch im Atelier. Um 1914